# سامسونگ چمپ
سامسونگ Champ، یک گوشی نیمه هوشمند است که توسط سامسونگ در ماه مه ۲۰۱۰ معرفی شد. از ویژگی‌های آن پشتیبانی از چهار باند GSM همراه با حافظه داخلی فلش ۴۰ مگابایت (قابل ارتقا تا ۸ گیگابایت از طریق کارت حافظه microSD)، صفحه نمایش ۲٫۴ اینچی، ۳۲۰×۲۴۰ پیکسل لمسی مقاومتی و دوربین دیجیتال ۱٫۳ مگاپیکسلی است. این گوشی به جک ۳٫۵ میلیمتری صوتی، که آن را قادر می‌سازد به هر گوشی یا بلندگوی عادی متصل شود، مجهز شده‌است. خود تلفن نیز دارای بلندگوهای استریو و اکولایزر داخلی صدا می‌باشد.

Champ با نام رسمی C۳۳۰۳K یکی از ارزان‌ترین گوشی‌های صفحه لمسی موجود در بازار با قیمت حدود ۷۰-۸۰ یورو است. با توجه به قیمت پایین و اندازه جمع و جور آن، این تلفن در بین جوانان بسیار محبوب است.